# هنري ماكس كوروين
هنري ماكس كوروين (بالهولندية: Henri Max Corwin)‏ هو شخصية أعمال هولندي، ولد في 1903، وتوفي في 1963.